# Groupe de NGC 3306
Le groupe de NGC 3306 comprend au moins sept galaxies situées dans la constellation du Lion. La distance moyenne entre ce groupe et la Voie lactée est d'environ 48,9 Mpc (∼159 millions d'al).

## Membres
Le tableau ci-dessous liste les sept galaxies du groupe indiquées dans l'article de A.M. Garcia paru en 1993.
| Nom      | Class.     | Type                        | α (J2000.0)   | δ (J2000.0) | Vitesse radiale (km/s) | m     | Distance (Mpc) | Diamètre (kal) |
| -------- | ---------- | --------------------------- | ------------- | ----------- | ---------------------- | ----- | -------------- | -------------- |
| NGC 3300 | SAB0^0?(r) | Lenticulaire                | 10h 36m 38.4s | 14° 10′ 16″ | 3108 ± 2               | 12,1  | 49,6 ± 3,5     | 53             |
| NGC 3306 | SB(s)m?    | Spirale barrée magellanique | 10h 37m 10.2s | 12° 39′ 09″ | 2888 ± 1               | 13,4  | 47,7 ± 3,4     | 59             |
| UGC 5695 | S?         | Spirale                     | 10h 29m 46.8s | 13° 01′ 05″ | 3936 ± 4               | 14,4  | 48,4 ± 3,4     | 65             |
| UGC 5739 | Im?        | Irrégulière magellanique    | 10h 34m 19.8s | 13° 45′ 16″ | 2966 ± 2               | 13,5  | 48,8 ± 3,4     | 29             |
| UGC 5758 | Im         | Irrégulière magellanique    | 10h 36m 12.8s | 13° 26′ 58″ | 2956 ± 1               | 13,4  | 48,7 ± 3,4     | 47             |
| UGC 5760 | Scd?       | Spirale                     | 10h 36m 21.3s | 13° 42′ 41″ | 3011 ± 1               | 13,41 | 49,5 ± 3,5     | 61             |
| UGC 5781 | Im?        | Irrégulière magellanique    | 10h 37m 52.6s | 13° 43′ 16″ | 3030 ± 1               | ?     | 49,8 ± 3,5     | 53             |

Le site DeepskyLog permet de trouver aisément les constellations des galaxies mentionnées dans ce tableau ou si elles ne s'y trouvent pas, l'outil du site constellation permet de le faire à l'aide des coordonnées de la galaxie. Sauf indication contraire, les données proviennent du site NASA/IPAC.